# 栃木オープンゴルフ選手権大会
栃木オープンゴルフ選手権大会（とちぎオープンゴルフせんしゅけんたいかい）は、かつて開催されていた男子ゴルフトーナメント。　

## 歴代優勝者
- 1983年 - 宇野富男[1]
- 1984年 - 町野治[2]
- 1986年 - 高橋五月[3]
- 1987年 - 小泉清一[4]
- 1988年 - 高橋完[5]
- 1989年 - 植田浩史[6]
- 1990年 - 稲垣太成[7]
- 1991年 - 初見充宣[8]
- 1992年 - 室田淳
- 1994年 - 入野太[9]
- 1995年 - 野口裕樹夫
- 1996年 - 芹澤信雄